# أوتيفان (آراغاتسوتن)
مدينة أوتيفان (بالإنجليزية: Otevan) هي إحدى المدن التابعة لمقاطعة آراغاتسوتن في أرمينيا. يقدر عدد سكانها بـ 236 نسمة حسب الإحصاء الذي جرى عام 2011.